# 卡加利華埠

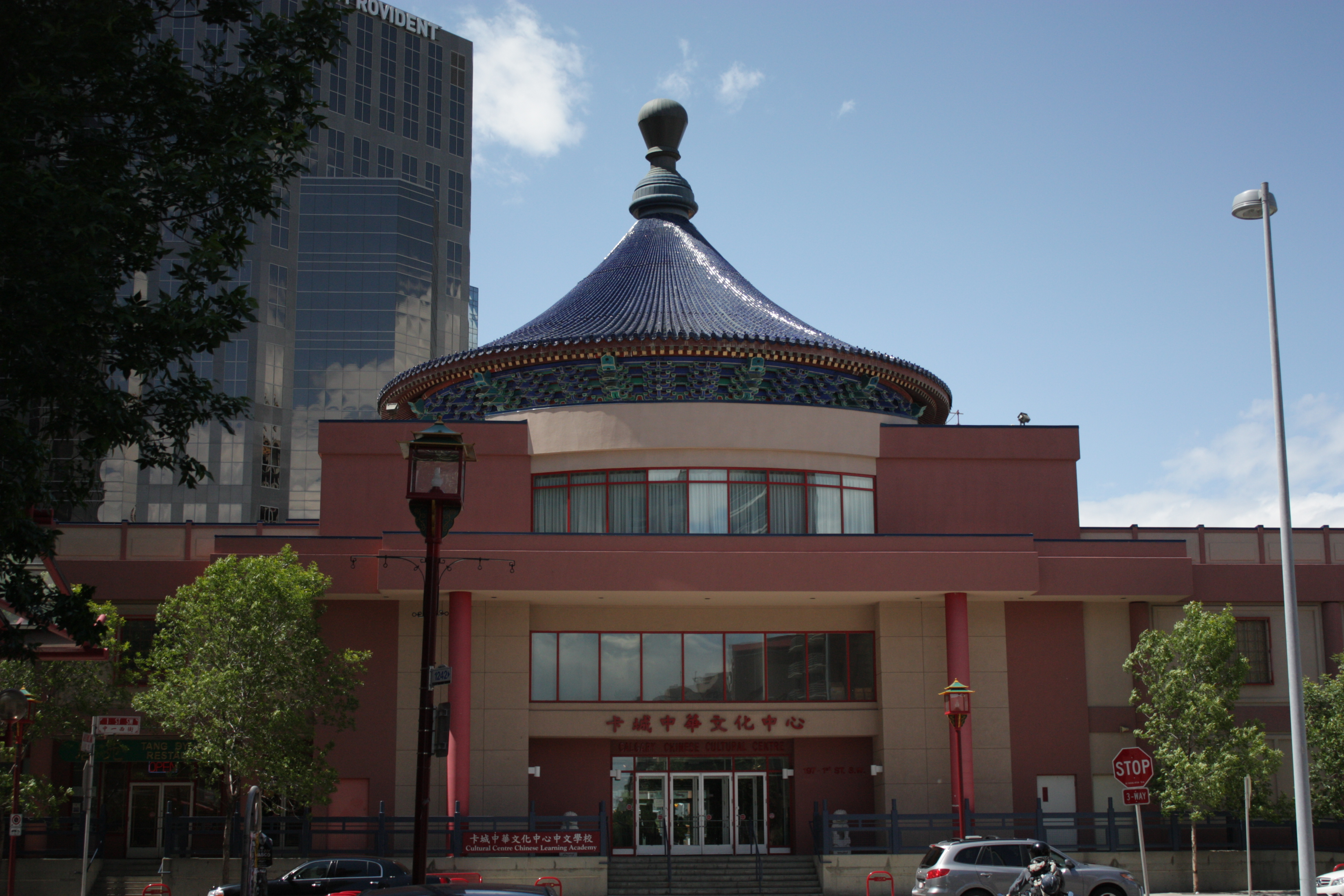
卡城中華文化中心

卡加利華埠（又作卡城華埠）位於加拿大亞伯達省卡加利，是全國繼溫哥華、多倫多和滿地可後第四大華埠。卡城華埠坐落市中心東北處，南鄰市中心東村，主要沿中央大街（Centre Street）發展。
華埠於2006年有1361名居民，區内入息中位數於2000年為$16,174，而57%居民為低收入人士。移民於2006年佔區内人口81.4%，區内房屋主要以出租公寓為主。
區内主要建築包括龍城商場，以及仿效北京天壇設計的卡城中華文化中心。

## 外部連結
- The City of Calgary: Chinatown （页面存档备份，存于） - 卡加利市政府網站 華埠頁面
- Chinatown Area Redevelopment Plan[永久] - 卡加利市政府 華埠革新計劃書（1986年）

51°03′03″N 114°03′54″W / 51.05083°N 114.06500°W